# Lauchheim
Lauchheim är en stad i Ostalbkreis i regionen Ostwürttemberg i Regierungsbezirk Stuttgart i förbundslandet Baden-Württemberg i Tyskland.
Stadenen ingår i kommunalförbundet Kapfenburg tillsammans med kommunen Westhausen.